# My Melody & Kuromi
My Melody & Kuromi (japonês: マイメロディとクロミ, romanizado: Maimerodi to Kuromi) é uma série de animação stop-motion japonesa baseada nas personagens My Melody e Kuromi criadas pela empresa Sanrio. Produzida pela Toruku Studio e lançada mundialmente em 24 de julho de 2025 pela Netflix., a série representa uma celebração do semicentenário de My Melody (50 anos), e vice-centenário para Kuromi (20 anos).

## Personagens
- My Melody (マイメロディ)
Voz de: Rei Sakuma (Japonês), Mayara Stefane (Português)
Uma coelhinha branca com capuz rosa e uma das principais protagonistas que gosta de bolo de amêndoa.
- Kuromi (クロミ)
Voz de: Junko Takeuchi (Japonês), Mari Haruno (Português)
Uma coelhinha branca com capuz preto em forma de bobo da corte, a autoproclamado rival/amiga de My Melody e uma das principais protagonistas que gosta de cebolas em conserva.
- Flat (フラット)
Voz de: Megumi Han (Japonês), João Vitor Mafra (Português)
Um ratinho azul e um dos amigos de My Melody em Mariland.
- My Sweet Piano (マイスウィートピアノ)
Voz de: Junko Takeuchi (Japonês), Bruna Quinto (Português)
Uma mudinha ovelha rosa e melhor amiga da My Melody, que é balia ("Baa") até falar em um dos últimos episódios.
- Pistachio (ピスタチオ)
Voz de: Vini Estefanuto (Português)
O chef confeiteiro mundialmente famoso e jurado do concurso de doces de Mariland.
- Tanba e Sasage
Voz de: Caio Quinto e Matheus Ferreira (Português) - Respectivamente
Dois lobos que ajudam Kuromi em sua loja de japonesa de doces e estão ansiosos para encontrar o Coraçãozinho.

## Produção
Em janeiro de 2025, a Netflix anunciou uma nova série de anime stop-motion que será dirigida por Tomoki Misato e escrita por Shuko Nemoto. A música tema da série, intitulada "Kawaii", é interpretada pelo grupo Le Sserafim e produzida por Gen Hoshino.